# Городищенский сельский округ (Московская область)
Городищенский сельский округ — упразднённая административно-территориальная единица, существовавшая на территории Ступинского района Московской области в 1994—2006 годах.
Хочемский сельсовет был образован в первые годы советской власти. По данным 1918 года он входил в состав Куртинской волости Коломенского уезда Московской губернии.
В 1922 году к Хочемскому с/с были присоединены Зыбинский и Лаптевский с/с.
В 1926 году Хочемский с/с включал деревни Зыбино, Лаптево и Хочёма, а также хутор и лесную сторожку.
В 1929 году Хочемский с/с был отнесён к Озёрскому району Коломенского округа Московской области.
7 января 1939 года Хочемский с/с был передан в Каширский район.
17 июля 1939 года к Хочемскому с/с был присоединён Батайковский сельсовет (селения Батайки и Кременье).
15 марта 1944 года Хочемский с/с был передан в административное подчинение городу Ступино.
10 апреля 1953 года из Старокаширского с/с в Хочемский с/с было передано селения Старая Кашира.
14 июня 1954 года центр Хочемского с/с был перенесён в селение Городище, а сам он переименован в Городищенский сельсовет.
25 сентября 1958 года к Городищенскому с/с был присоединён Алешковский с/с.
3 июня 1959 года Городищенский с/с вошёл в новообразованный Ступинский район.
1 февраля 1963 года Ступинский район был упразднён и Городищенский с/с вошёл в Ступинский сельский район. 11 января 1965 года Городищенский с/с был возвращён в восстановленный Ступинский район.
3 февраля 1994 года Городищенский с/с был преобразован в Городищенский сельский округ.
В ходе муниципальной реформы 2004—2005 годов Городищенский сельский округ прекратил своё существование как муниципальная единица. При этом все его населённые пункты были переданы в городское поселение Ступино.
29 ноября 2006 года Городищенский сельский округ исключён из учётных данных административно-территориальных и территориальных единиц Московской области.